# Cacia niasica
Cacia niasica är en skalbagge som beskrevs 1974 av Stefan von Breuning. Arten ingår i släktet Cacia och familjen långhorningar. Arten förekommer i Sumatra och Indonesien, och inga underarter finns listade.